# Charles Henry Brent
Charles Henry Brent (9 de abril de 1862-27 de marzo de 1929) fue un obispo episcopaliano de Estados Unidos que sirvió en Filipinas y el oeste del Estado de Nueva York.
Canadiense de nacimiento, estudió en el Trinity College de Toronto y quedó destacado a una parroquia de un barrio pobre de Boston. En 1902, después de que las Filipinas fueran adquiridas por los Estados Unidos a raíz de la Guerra Hispano-Estadounidense, la Iglesia episcopal designó a Brent como obispo misionero de Filipinas, a donde llegó en el mismo barco que el gobernador William Howard Taft. Brent se centró en la población no cristiana, incluidos los igorotes de Luzón y los musulmanes y chinos de Manila. Además, se desempeñó en varias comisiones internacionales para detener el narcotráfico, fue el principal impulsor de la lucha contra las drogas, llegando a enviar cartas al presidente Theodore Roosevelt para prohibirlas. Durante la Primera Guerra Mundial, fue el capellán superior de las Fuerzas Armadas estadounidenses en Europa.
Declinó tres nominaciones para obispados en Estados Unidos con el fin de continuar su trabajo en Filipinas; pero, en 1918, aceptó el cargo de obispo de Nueva York occidental. Ayudó a organizar la primera Conferencia Mundial sobre la Fe y el Orden, que tuvo lugar en Lausana, Suiza, en 1927. Dos años más tarde, en 1929, falleció en Suiza.
El 27 de marzo es el día de conmemoración de Brent en la Iglesia Episcopal; sin embargo, como normalmente cae durante la Cuaresma o Semana Santa, recientemente se aprobó la fecha alternativa de 25 de agosto (su llegada a Filipinas) por la diócesis central de Filipinas de la Iglesia Episcopal de Filipinas, en su convención diocesana de 2008. 